# Možnica
Možnica (tudi Nemčlja) je potok in alpska dolina, ki leži med Rombonom (2208 m) in Jerebico (2126 m). 
Dolina poteka v smeri severozahod-jugovzhod. Njen začetek pri domu v Možnici leži na nadmorski višini 793 m, sam zatrep doline pa še nekoliko višje, in se konča pri sotočju s Koritnico.
Potok Možnica (staro ime Nemčlja) ustvarja tolmune, slapove in korita. Ob visokih vodah izvira na višini 974 m, ki pa je večinoma suh in bi ga težko imenovali izvir. Stalo priteka na dan nekoliko pod domom v kraškem izviru. Voda privre na dan izpod melišča pod velikimi skalnimi balvani. Ob večjem deževju bruha iz strme skale, prerasle s temnozelenim mahom. Najprej so tu 4 m visoki slapiči, nekoliko nižje pa še 8 m visok slap, ki nikoli ne presahne. V zgornjem toku je struga precej umirjena, ko nekje na sredini teče skozi gornja korita ter pri tem ustvarja kar nekaj slapov, visokih 5 m. Struga spet postane bolj položna, dokler ne preide v spodnji, strmejši tok. Tu je izdolbla strme žlebove skozi katere teče kot niz slapov nad 18 m visokim Velikim Možniškim slapom. V spodnjem delu slapa pada pod naravno izdolbenim mostom. Nadalje teče voda po spodnjih koritih, ki so globoka do 28 m, kjer ustvarja še nekaj manjših 5m visokih slapov in skočnikov. Potok na svoji kratki poti v celoti premosti skoraj 250 m višinske razlike.
V dolino se pride peš iz dveh izhodišč, obe pa ležita ob cesti Bovec (Kluže) - Log pod Mangrtom.